# Ruhrverband

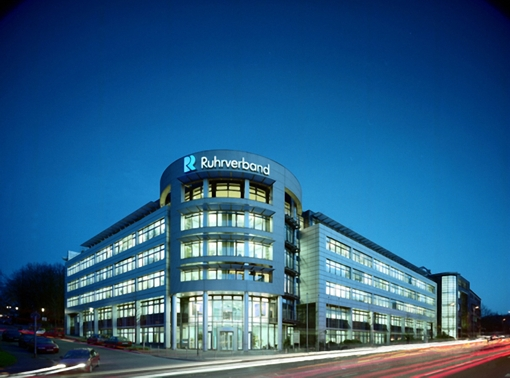
Hauptverwaltung des Ruhrverbands in Essen

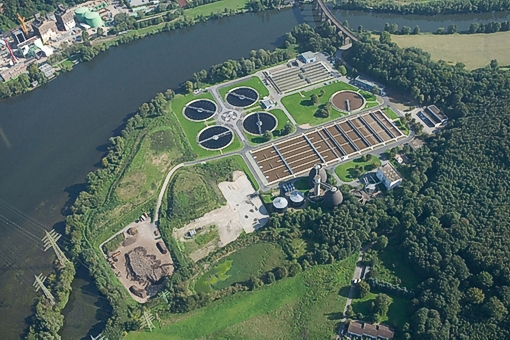
Luftaufnahme der Kläranlage Hagen

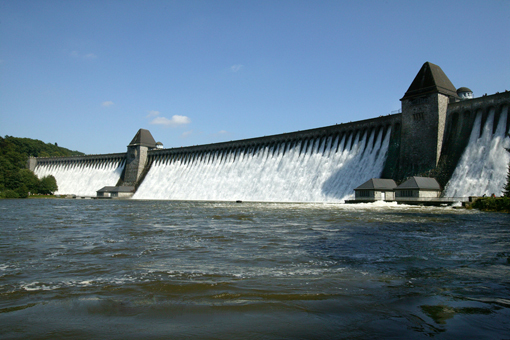
Überlauf der Möhnetalsperre 2007

Der Ruhrverband (RV) ist ein öffentlich-rechtliches Unternehmen der Wasserwirtschaft mit genossenschaftlicher Organisationsstruktur. Als größter der neun sondergesetzlichen Wasserwirtschaftsverbände in Nordrhein-Westfalen hat er seinen Sitz in Essen. Im Rahmen des Flussgebietsmanagements nimmt er durch den Bau und Betrieb von Talsperren und Kläranlagen sowohl die Aufgaben der Wassermengen- als auch der Wassergütewirtschaft im gesamten Einzugsgebiet der Ruhr wahr. Dieses Gebiet zieht sich vom Rhein über das Sauerland bis an das Rothaargebirge im Osten von NRW. Als nicht gewinnorientiertes Unternehmen erhebt der Ruhrverband für seine wasserwirtschaftlichen Aufgaben im Rahmen einer Veranlagung Beiträge von seinen Mitgliedern.

## Rechtsgrundlagen
Der Ruhrverband ist von seiner Aufstellung her ein Wasser- und Bodenverband und wie dieser als Körperschaft des öffentlichen Rechts eingetragen. Als Besonderheit wurden ihm seine Aufgaben mit einem eigenen Gesetz zugewiesen, dem „Gesetz über den Ruhrverband“ (Ruhrverbandsgesetz - RuhrVG) vom 7. Februar 1990. Danach ist er keine Gebietskörperschaft, da er keine eigene Gebietshoheit ausüben darf. Als Wasserwirtschaftsverband dient er dem Wohl der Allgemeinheit und dem Nutzen seiner Mitglieder. Das aktuelle Gesetz vereint damit die schon lange agierenden sondergesetzlichen Verbände Ruhrtalsperrenverein (seit 1899) und Ruhrverband (seit 1913). Gleichzeitig wurde das Aufgabenspektrum den aktuellen Gegebenheiten angepasst. Eine Auflösung des Ruhrverbands ist nur per Gesetz möglich.
Gemäß Ruhr-VG verwaltet sich der Verband selbst über seine Verbandsorgane:
- Verbandsversammlung,
- Verbandsrat und
- Vorstand.

Dabei steht er unter der Rechtsaufsicht des für die Umwelt zuständigen Ministeriums des Landes NRW. Die Organisationsstruktur ist vergleichbar mit der einer Aktiengesellschaft und ermöglicht den Mitgliedern eine aktive Mitgestaltung. Die Verbandsversammlung als Vertretung aller Mitglieder der Genossenschaft ist das oberste Organ und erlässt die Satzung für alle Tätigkeiten des Verbandes. Sie wählt die 15 Mitglieder des Verbandsrats, der den Vorstand wählt und diesen bei der Führung der Geschäfte überwacht. Der Verbandsrat ist zuständig für den Erlass der Geschäftsordnungen der drei Verbandsorgane und beschließt über alle Geschäftsangelegenheiten von besonderer Bedeutung, wie
die Bau- und Maßnahmenpläne und den Entwurf des Wirtschaftsplans.

## Verbandsgebiet
Das Verbandsgebiet umfasst das im Land Nordrhein-Westfalen gelegene oberirdische Einzugsgebiet der Ruhr, die im Hochsauerland ihre Quelle hat. Es reicht von Duisburg im Westen bis nach Brilon im Osten. Die nördliche Grenze verläuft durch die Südteile der großen Ruhrgebietsstädte, die direkt am Nordhang des Ruhrtals liegen, und weiter entlang des Südrands des Haarstrangs in Westfalen. Nach Süden reicht das Verbandsgebiet bis an eine Linie von Olpe nach Winterberg. Wasserreichster Nebenfluss ist die Lenne, die ebenfalls im Rothaargebirge ihren Ursprung hat und bei Hagen in die Ruhr mündet. Die Ruhr hat eine Länge von rund 219 km und besitzt auf der Strecke ein Gefälle von rund 3 ‰.

## Aufgaben des Ruhrverbands
Die Trink- und Brauchwasserversorgung von rund 4,6 Millionen Menschen im Sauerland und Ruhrgebiet basiert auf einer ausreichenden Wasserführung der Ruhr und ihrer Nebenflüsse. Dabei dient das Ruhrwasser der künstlichen Grundwasseranreicherung, um erst danach zu Trinkwasser aufbereitet zu werden. Zur Sicherstellung der Wasserversorgung in der ganzen Region auch in Trockenzeiten betreibt der RV acht Talsperren im Sauerland mit einem Stauraumvolumen von insgesamt 463 Millionen Kubikmetern.
Als weitere Hauptaufgabe betreibt der Ruhrverband die Abwasserreinigung für die 2,2 Millionen Menschen und verschiedenen Betriebe im Einzugsgebiet. Das mit Fäkalien, Speiseresten, gelösten Kohlenstoff-, Stickstoff- und Phosphorverbindungen sowie den Reststoffen vorbehandelter industrieller Abwässer belastete Wasser wird in den gemeindlichen Kanalisationen gesammelt und in einer der Kläranlagen des RV gereinigt. Dadurch kann den Wasserwerken an der Ruhr eine gute Qualität des Ruhrwassers bereitgestellt werden. In den Anfangsjahren des RV, als die Reinigungsleistung der RV-Kläranlagen nicht so hoch wie heute waren, wurden zur Verbesserung der Wasserqualität die Ruhrstauseen angelegt, die heute mehr der Freizeitgestaltung dienen.
Insgesamt betreibt der Ruhrverband im 4.485 Quadratkilometer großen Einzugsgebiet der Ruhr zur Erfüllung seiner Aufgaben rund 1.000 wasserwirtschaftliche Anlagen. Neben den Talsperren und Kläranlagen sind dies fünf Stauseen und diverse wasserwirtschaftliche Anlagen wie Rückpumpwerke, Gewässerpegel, Niederschlagswasserbehandlungsanlagen, Pumpwerke und Online-Messstationen zur Überwachung der Gewässergüte.
Die Aufgaben sind im Detail im Ruhrverbandsgesetz geregelt:
- Regelung des Wasserabflusses einschließlich Ausgleich der Wasserführung und Sicherung des Hochwasserabflusses der oberirdischen Gewässer oder Gewässerabschnitte und in deren Einzugsgebieten;
- Unterhaltung oberirdischer Gewässer oder Gewässerabschnitte und der mit ihnen in funktionellem Zusammenhang stehenden Anlagen;
- Rückführung ausgebauter oberirdischer Gewässer in einen naturnahen Zustand;
- Vermeidung, Minderung, Beseitigung und Ausgleich wasserwirtschaftlicher und damit in Zusammenhang stehender ökologischer, durch Einwirkungen auf den Grundwasserstand hervorgerufener oder zu erwartender nachteiliger Veränderungen;
- Beschaffung und Bereitstellung von Wasser zur Trink- und Betriebswasserversorgung sowie zur Ausnutzung der Wasserkraft;
- Abwasserbeseitigung nach Maßgabe des Landeswassergesetzes;
- Entsorgung der bei der Durchführung der Verbandsaufgaben anfallenden Abfälle;
- Vermeidung, Minderung, Beseitigung und Ausgleich eingetretener oder zu erwartender, auf Abwassereinleitungen oder sonstige Ursachen zurückzuführender nachteiliger Veränderungen des oberirdischen Wassers;
- Ermittlung der wasserwirtschaftlichen Verhältnisse, soweit es die Verbandsaufgaben erfordern.

Einige dieser Aufgaben sind (noch) nicht dem Ruhrverband zugewiesen und werden von den bisher dazu Verpflichteten weiter erfüllt, bis der Verband sie übernimmt.
| Kennzahlen Ruhrverband @2023 | Kennzahlen Ruhrverband @2023 |
| ---------------------------- | ---------------------------- |
| Ruhreinzugsgebiet            | 4.485 km²                    |
| Fließlänge Ruhr              | 219 km                       |
| mittlerer Abfluss            | 70,4 m³/s                    |
| Wasserläufe gesamt           | rd. 7.000 km                 |
| Einwohner (E) gesamt         | 2,05 Mio. E                  |
| Anschlussgrad                | 99,5 %                       |
| Betriebsanlagen              |                              |
| Talsperren                   | 8                            |
| Stauinhalt gesamt            | 462,9 Mio. m³                |
| Ruhrstauseen                 | 5                            |
| Stauinhalt gesamt            | 19,1 Mio. m³                 |
| Kläranlagen                  | 66                           |
| Reinigungskapazität          | 3,349 Mio. E                 |
| Gesamtabwasservolumen        | 479,4 Mio. m³/Jahr           |
| Regenbecken                  | 559                          |
| Pumpwerke                    | 122                          |
| Wasserkraftwerke             | 17                           |

## Talsperrenleitzentrale
Durch einen Zusatz im RuhrVG werden Zielgrößen für die Wasserführung der Ruhr beziffert. Danach soll das fortschreitende arithmetische Mittel aus fünf aufeinander folgenden Tageswerten am Pegel Hattingen einen Wert von 15 m³/s und am Pegel Villigst einen Wert von 8,4 m³/s nicht unterschreiten. Zusätzlich wird vorgegeben, dass der niedrigste Tageswert für den Abfluss unterhalb des Pegels Hattingen 13 m³/s und am Pegel Villigst 7,5 m³/s nicht unterschreiten soll. Im Einzelfall können in Abstimmung mit der Aufsichtsbehörde – so geschehen in den letzten Trockenwetterjahren – Ausnahmen zugelassen werden. Dadurch kann die Wasserabgabe der Talsperren reduziert werden, um die gespeicherten Wasservorräte zu schonen bzw. zu strecken.
Zur Erfüllung dieser Vorgaben und zur Begrenzung der Auswirkungen von Hochwässern hat der RV in Essen die Talsperrenleitzentrale Ruhr eingerichtet. Von dort aus erfolgt die Steuerung und Bewirtschaftung des Talsperrensystems auf Grundlage von RV-eigenen Gewässerpegeln und Niederschlagsmessstationen. Die stets aktuellen Daten werden Online nach Essen übertragen und finden Eingang in wasserwirtschaftliche Vorhersagemodelle. Diese bilden die Entscheidungsgrundlage für die operationelle Talsperrensteuerung.

## Mitglieder
Nach dem Genossenschaftsprinzip sind alle Städte, Gemeinden und Kreise im Verbandsgebiet Mitglied des Verbandes. Des Weiteren gehören dazu Unternehmen und sonstige Träger der öffentlichen Wasserversorgung im Verbandsgebiet, die zum Zweck der Nutzung Wasser als Grundwasser fördern, aus oberirdischen Gewässern entnehmen oder aus Anlagen des Verbandes übernehmen. Auch gewerbliche Unternehmen, Grundstückseigentümer und Träger von Verkehrsanlagen mit relevantem Nutzen aus der Arbeit des RV sind Mitglieder.
Derzeit besteht der Ruhrverband aus 529 Verbandsmitgliedern (60 Gemeinden, 80 Wasserentnehmern sowie 489 gewerblichen Unternehmen) im Flussgebiet der Ruhr. Sie verwalten den unter der Rechtsaufsicht des Landes Nordrhein-Westfalen stehenden RV. Die Verbandsversammlung mit 152 Delegierten ist das oberste Gremium. Aus zehn Verbandsmitgliedern und fünf Arbeitnehmervertretern wird der Verbandsrat gebildet, der die Aufsichtsfunktion über die Geschäftsführung des Vorstands übernimmt.
Bei der Umsetzung der wasserwirtschaftlichen Aufgaben ist der RV gleichzeitig Partner und Dienstleister für seine Mitglieder. Die Mitglieder haben dem Verband die Beiträge zu leisten, die zur Erfüllung seiner Aufgaben und Pflichten, seiner Verbindlichkeiten und zu einer ordentlichen Wirtschaftsführung erforderlich sind, soweit andere Einnahmen zur Deckung der Ausgaben des Verbandes nicht ausreichen. Die Höhe der zu entrichtenden Beiträge richtet sich nach der entnommenen Wassermenge bzw. nach den eingeleiteten Schmutzfrachten.

## Die Geschichte des Ruhrverbands

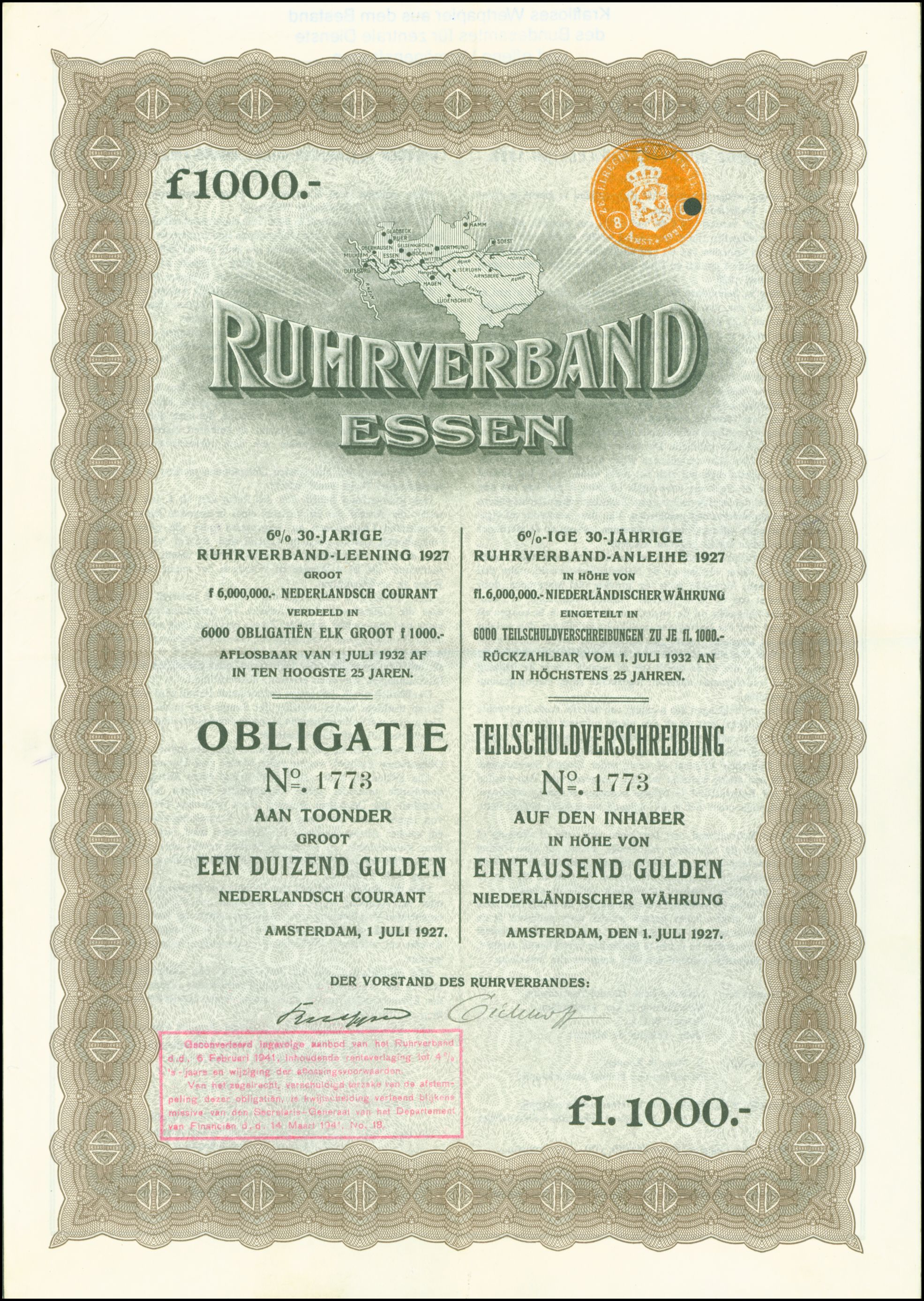
Ruhrverband-Anleihe von 1927 über 1000 Gulden

Historisch waren die beiden Hauptaufgaben – Wasserabflussregelung und Abwasserreinigung – getrennt und in zwei eigenen Verbänden organisiert. Die Notwendigkeit zur Gründung der Wasserverbände war entstanden aus der im 19. Jahrhundert eingesetzten Entwicklung der Region zwischen Ruhr und Emscher von einem ländlich geprägten Gebiet mit geringer Siedlungsdichte zum Zentrum der deutschen Schwerindustrie. Die expandierende Industrie und die rasant wachsende Bevölkerungszahl führte zu einem sprunghaft ansteigenden Wasserverbrauch entlang der Ruhr, sodass es in trockenen Sommern vor allem in den unterhalb liegenden Flussabschnitten zu bedrohlichem Wassermangel kam, der teilweise sogar die Industrieproduktion zum Erliegen brachte.
Aus dem Wassernotstand heraus entstand als erster Verband 1899 der zunächst privatwirtschaftlich organisierte Ruhrtalsperrenverein (RTV) als Zusammenschluss von Wasser- und Triebwerksbetreibern, für die eine ausreichende Wasserführung der Ruhr Voraussetzung war. Bereits fünf Jahre später hatte der RTV bei vier Talsperren beträchtliche Zuschüsse geleistet, die einen Gesamtstauraum von 16 Millionen Kubikmetern aufwiesen. Jedoch reichte dies bei Weitem nicht aus zur Lösung der großen Probleme und man begann mit der Planung der ersten eigenen Talsperre im Möhnetal. 1913 ging die Möhnetalsperre mit 130 Millionen m³ Stauinhalt in Betrieb.

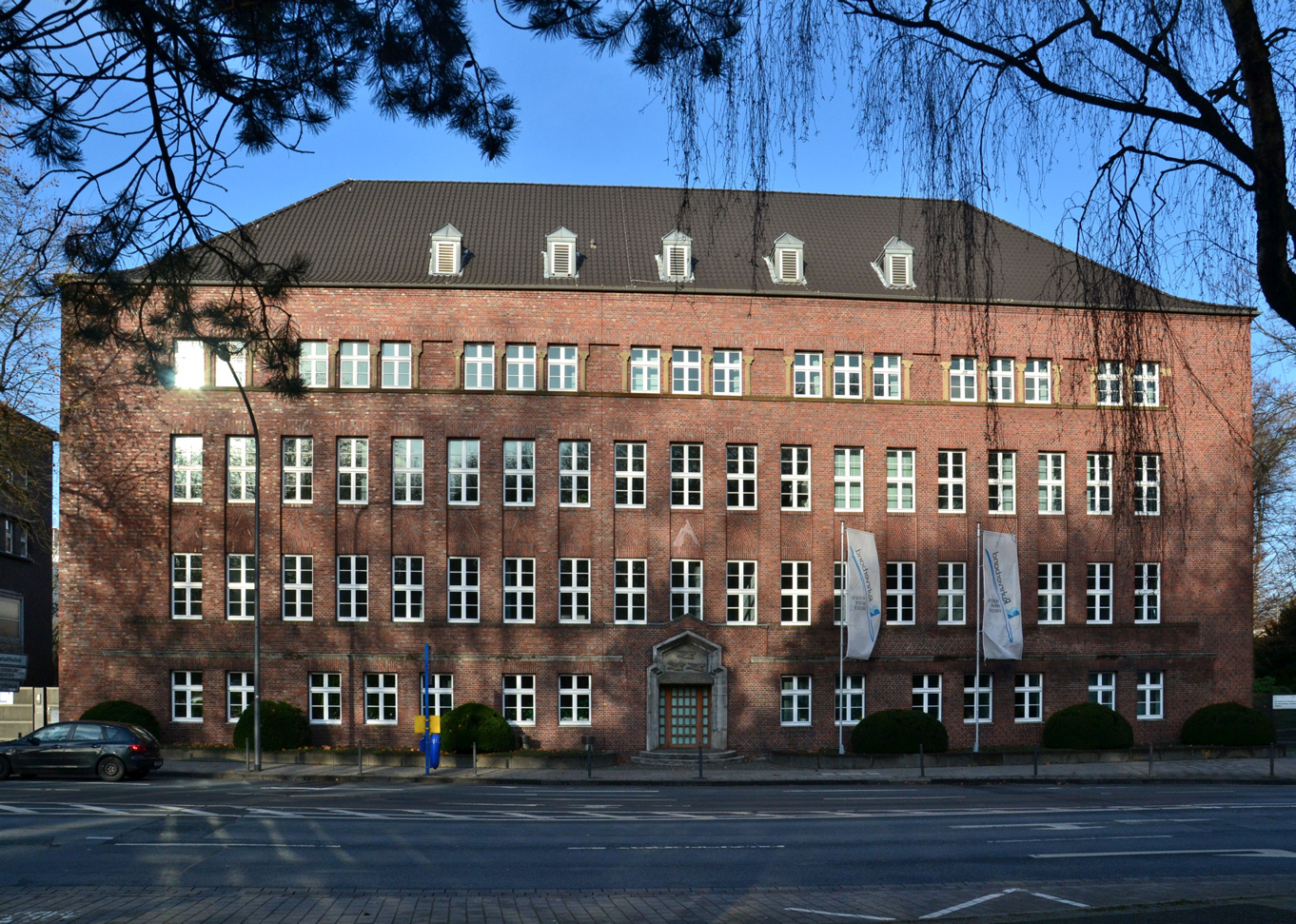
Das alte Ruhrhaus in Essen an der Kronprinzenstraße

Der steigende industrielle und häusliche Wasserverbrauch brachte zwangsläufig auch einen höheren Abwasseranfall, der den Flüssen ungeklärt zugeleitet wurde. Diese mangelhafte Abwasserbeseitigung und daraus infiziertes Trinkwasser führte zu einer Verschlechterung der hygienischen Zustände und es kam im Ruhrgebiet immer wieder zur Ausbreitung von Seuchen. Die administrativen Zuständigkeiten behinderten jedoch eine umfassende Bekämpfung der Ursachen. Als übergreifende Lösung bot sich das 1904 erlassene „Gesetz betreffend Bildung einer Genossenschaft zur Regelung der Vorflut und zur Abwässerreinigung im Emschergebiet“ an.
Auf dieser Grundlage wurde 1913 das Ruhrreinhaltungsgesetz als Sondergesetz zur Schaffung des Ruhrverbands erlassen. Als ein öffentlich-rechtlicher Wasserverband hatte er damit die Aufgabe, Kläranlagen zur Reinhaltung der Ruhr zu bauen und zu betreiben. Durch dasselbe Gesetz erhielt der Ruhrtalsperrenverein ebenfalls den öffentlich-rechtlichen Status und die Aufgabe, durch den Bau und Betrieb von Talsperren einen ausreichenden Wasserabfluss in der Ruhr zu gewährleisten. Die öffentlich-rechtliche Organisationsform hat zum Ziel, alle „Wassernutzer“ gleichermaßen an den kostenwirksamen Maßnahmen zu beteiligen.
Am 1. Juli 1990 wurden der Ruhrtalsperrenverein und der Ruhrverband zu einem Wasserwirtschaftsverband vereinigt, der den Namen Ruhrverband trägt.

## Trivia
Der Verband unterhält im Annental von Essen die Historische Sammlung der Ruhrwasserwirtschaft.
Zur gemeinschaftlichen Interessenvertretung hat sich der Verband der Arbeitsgemeinschaft der Wasserwirtschaftsverbände in Nordrhein-Westfalen angeschlossen, der elf Wasserverbände angehören (2025).

## Schiffe
| Foto | Name       | Baujahr   | Bauwerft und -nummer  | Größe (in Meter) | Gewicht (in kg) | Anmerkungen                                                                    |
| ---- | ---------- | --------- | --------------------- | ---------------- | --------------- | ------------------------------------------------------------------------------ |
|      |            | 1973      | Lux-Werft / 48        |                  |                 | Schute, Hengsteysee                                                            |
|      | Ruhr       | 1974/1976 | Lux-Werft / 64        |                  |                 | Tagungsschiff des Ruhrverbands, 2009 nach NL verkauft.                         |
|      | (Schute)   | 1975      | Lux-Werft / 58        |                  |                 | Schute, Hengsteysee                                                            |
|      | Pionier    | 1980      | Lux-Werft / 79        | 17,40 × 4,50     |                 | im Hafen Scheppen (Baldeneysee)                                                |
|      | Nimmersatt |           | Mailand               | 19 × 5           |                 | Mähboot im Hafen Scheppen (Baldeneysee)                                        |
|      | Manati     |           | Conver                | 16,65 × 4,75     | 14.500          | Mähboot auf dem Kemnader See                                                   |
|      | Orca       | 2020      | Kötter-Werft in Haren | 19,95 x 5,20     |                 | „Allround-Arbeitsgerät“ zur Gewässerunterhaltung, Hafen Scheppen (Baldeneysee) |
|      |            | 2022      | Berky                 | 10 x 3           | 10.000          | Autonomes Mähboot, Hafen Scheppen (Baldeneysee)                                |